# 蕉溪镇 (浏阳市)
蕉溪镇，原为蕉溪乡，为中国湖南省浏阳市下辖乡，位于浏阳市中部偏东。辖域北与淳口镇接壤，东南与集里街道毗邻，西和北盛、洞阳镇交界。全乡总面积87.4平方公里，下辖6个行政村，2017年总人口27,433人。行政机构驻高升村（彭家大屋）。
2018年撤乡设镇。区划代码改为430181132。

## 历史

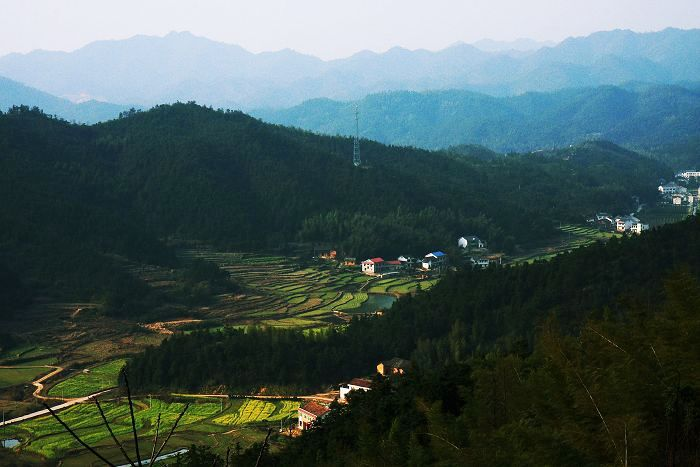
蕉溪嶺

蕉溪得名於連雲山脈的蕉溪嶺，嶺上有大芭蕉樹，故名。今蕉溪乡1950年属浏阳县第十区，1956年属蕉溪乡，1958年属卫星公社，1961年改蕉溪公社，1983年复为蕉溪乡。1997年下辖上云、下云、钨江、蕉溪、沙德、石洞、梁家桥、早田、常丰、金江、奖励、云中、金洲、高升、东山、窑前、水源、桐江、樟树和龙子20个行政村。

## 行政区划
现辖：蕉溪村、常丰村、早田村、高升村、水源村和金云村。